# Даниел Бранденщайн
Даниел Чарлс Бранденщайн (на английски: Daniel Charles Brandenstein) e американски военен пилот и астронавт на НАСА, участник в четири космически полета.

## Образование
Бранденщайн завършва колеж в родния си град през 1961 г. През 1965 г. получава бакалавърска степен по математика и физика от Университета Ривър Фолс, Уисконсин.

## Военна кариера
Постъпва на активна служба в USN през септември 1965 г. Завършва школата за морски пилоти в Бийвил, Тексас. През май 1967 г. е зачислен като боен пилот в ескадрила 128 (VA-128) на самолетоносача USS Constellation (CV-64), оперираща със самолет А-6 Intruder. По-късно е прехвърлен в ескадрила 196 (VA-196) базирана на самолетоносача USS Ranger (CV-61). В състава на тази ескадрила, Бранденщайн осъществява 192 бойни полета по време на Виетнамската война. От март 1975 до септември 1977 г. той е командир на бойна ескадрила 145 (VA-145) на самолетоносача USS Ranger (CV-61). По същото време е инструктор на самолет А-6 Intruder. По време на своята кариера Д. Бранденщайн има общ нальот от 6400 полетни часа на 24 различни типа самолети и е осъществил 400 кацания на палубата на самолетоносач.

## Служба в НАСА
Избран е за астронавт от НАСА през юни 1978 година, Астронавтска група №8. Завършва общия курс на обучение по програмата Спейс шатъл през август 1979 г. Първите си назначения получава като CAPCOM офицер по време на първите две мисии на космическата совалка – STS-1 и STS-2.

### Полети
Д. Ч. Бранденщайн лети в космоса като член на екипажа на четири мисии:
| Космически полети на Даниел Чарлс Бранденщайн          | Космически полети на Даниел Чарлс Бранденщайн | Космически полети на Даниел Чарлс Бранденщайн | Космически полети на Даниел Чарлс Бранденщайн | Космически полети на Даниел Чарлс Бранденщайн | Космически полети на Даниел Чарлс Бранденщайн | Космически полети на Даниел Чарлс Бранденщайн |
| №                                                      | Дата                                          | КК                                            | Емблема на мисията                            | Функции                                       | Продължителност                               |                                               |
| ------------------------------------------------------ | --------------------------------------------- | --------------------------------------------- | --------------------------------------------- | --------------------------------------------- | --------------------------------------------- | --------------------------------------------- |
| 1                                                      | 30 август 1983                                | „Чалънджър“, мисия STS-8                      |                                               | Пилот                                         | 6 денонощия 01 час 08 мин. 43 сек.            |                                               |
| 2                                                      | 17 юни 1985                                   | „Дискавъри“, мисия STS-51G                    |                                               | Командир                                      | 7 денонощия 01 час 38 мин. 52 сек.            |                                               |
| 3                                                      | 9 февруари 1990                               | „Колумбия“, мисия STS-32                      |                                               | Командир                                      | 10 денонощия 21 часа 00 мин. 36 сек.          |                                               |
| 4                                                      | 7 май 1992                                    | „Индевър“, мисия STS-49                       |                                               | Командир                                      | 8 денонощия 21 часа 17 мин. 38 сек.           |                                               |
| Сумарно време в космоса – 32 денонощия 21 часа 03 мин. |                                               |                                               |                                               |                                               |                                               |                                               |

### Административна дейност
По време на службата си в НАСА, Даниел Бранденщайн е Шеф на Астронавтския офис от април 1987 до септември 1992 г. През октомври 1992 г. напуска НАСА и USN.

## Личен живот
Бранденщайн е женен и има една дъщеря. Обича да практикува ски, ветроходство и голф.

## Награди
Даниел Бранденщайн е носител на повече от 40 военни и граждански отличия:
- Медал за отлична служба на Родината с дъбови листа;
- Медал на честта;
- Летателен кръст за отлична служба (17);
- Медал за летателни заслуги (3)
- Медал на USN за участие в бойни действия;
- Медал на USN за добра служба;
- Медал за отличие;
- Медал за национална отбрана (2);
- Специален медал на въоръжените сили;
- Медал за участие в бойните действия във Виетнам;
- Медал за участие във Витнамската война;
- Боен кръст за участие в бойните действия във Виетнам (2);
- Медал на НАСА за участие в космически полет (4);
- Медал на НАСА за отлична служба (2);
- Медал на НАСА за изключително лидерство (2);
- Мемориал „Айвън Кинкелоу“ и много други.

В Авиационната зала на Славата на щата Уисконсин от 1992 г.